# Жорж Фурньє
Жорж Фурньє (фр. Georges Fournier, нар.1595 — 13 квітня 1652) — французький картограф, навігатор і математик. Член ордену єзуїтів. Автор кількох наукових праць з географії, судноплавства і математики. Капелан на флагмані королівського військово-морського флоту «La Couronne». У 1638 р. він брав участь у морських битвах з іспанським флотом біля берегів Нідерландів. Розробляв ідею використання металу для будівництва суден і підводних човнів.
Жорж Фурньє син професора права університету Кана. І сам був професором математики у Національному військовому училищі Франції (Вища школа Ла-Флеш) з 1629 р. до 1640 р., науковий керівник Рене Декарта.
У 1643 він видав фундаментальну працю «фр. Hydrographie, contenant la théorie et la pratique de toutes les parties de la navigation» присвячену навігації і суднобудуванню.